# Parakeelya creethae
Parakeelya creethae är en källörtsväxtart som först beskrevs av Tratman och Alexander Morrison, och fick sitt nu gällande namn av M.A. Hershkovitz. Parakeelya creethae ingår i släktet Parakeelya och familjen källörtsväxter. Inga underarter finns listade i Catalogue of Life.